# Lophomyrmex opaciceps
Lophomyrmex opaciceps är en myrart som beskrevs av Hugo Viehmeyer 1922. Lophomyrmex opaciceps ingår i släktet Lophomyrmex och familjen myror. Inga underarter finns listade i Catalogue of Life.